# تاي إريكسن
تاي إريكسن (بالإنجليزية: Ty Eriksen)‏ هو لاعب كرة قاعدة أمريكي، ولد في 1984 في أوريغون في الولايات المتحدة.